# Епархия Фунина
Епархия Фунина (лат.  Dioecesis Funimensi, кит. 中文: 福寧, 霞浦) — епархия Римско-Католической Церкви с центром в городе Фунин, провинция Цзянсу, Китай. Епархия Фунина входит в архиепархию Фучжоу.

## История
27 декабря 1923 года Римский папа Пий XI учредил буллой «Ad maiorem» Апостольский викариат Фунинфу, который получил часть территории Апостольского викариата Северного Фокиена (сегодня — архиепархия Фучжоу). 11 апреля 1946 года Римский папа Пий XII буллой «Quotidie Nos» преобразовал Апостольский викариат Фунинфу в епархию Фунина.

## Ординарии
- епископ Theodore Labrador Fraile (18.05.1926 — 11.04.1946)
- архиепископ Theodore Labrador Fraile (11.04.1946 — 6.05.1980)
- епископ Томас Ню Хуэйцин (1948 — 28.02.1973)
- с 28.02.1973 года кафедра вакантна.

## Источник
- Annuario pontificio, Libreria Editrice Vaticana, Città del Vaticano, 2003, ISBN 88-209-7422-3
- Булла Ad maiorem , AAS 16 (1924), p. 82  (лат.)
- Булла Quotidie Nos, AAS 38 (1946), p. 301  (лат.)